# 퇼처 소년 합창단

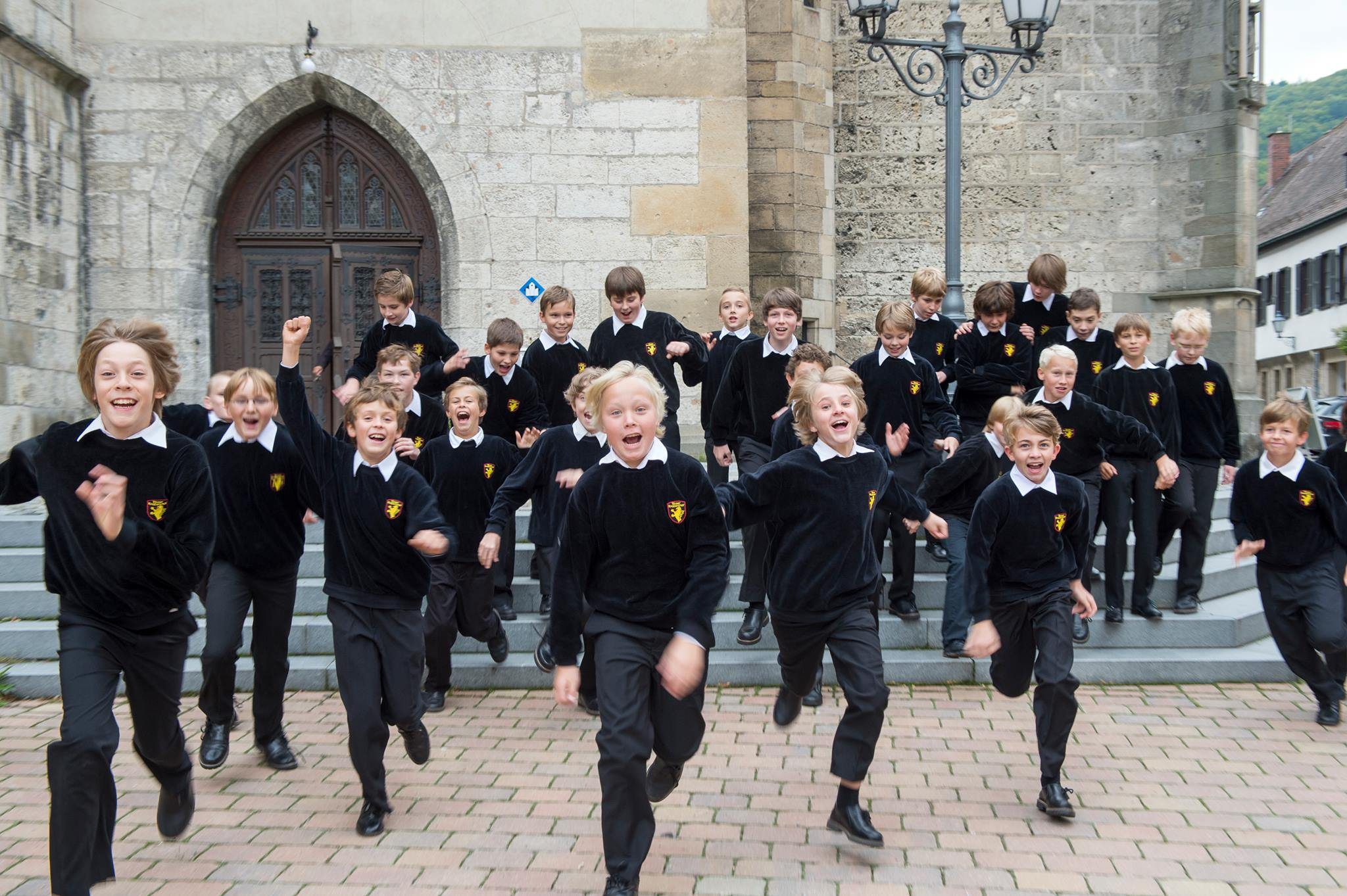
퇼처 소년 합창단

퇼처 소년 합창단(Tölzer Knabenchor)은 독일의 소년 합창단으로 상부 바이에른의 도시인 바트 퇼츠의 이름을 따서 지어졌다. 1971년부터 그 그룹은 뮌헨에 기반을 두고 있다. 그 합창단은 세계에서 가장 다용도적이고 인기 있는 소년 합창단 중 하나이다.